# Stazione di Yamashiro-Aodani
La stazione di Yamashiro-Aodani (山城青谷駅?, Yamashiro-Aodani-eki) è una stazione ferroviaria della città di Jōyō, nella prefettura di Kyoto in Giappone. La stazione è servita dalla linea Nara della JR West, ed è dotata di 2 binari passanti in superficie.

## Linee e servizi
JR West
■ Linea Nara

## Struttura
La stazione è costituita da due marciapiedi laterali con due binari passanti in superficie. 
| 1 | ■ Linea Nara | per Uji e Kyoto |
| 2 | ■ Linea Nara | per Kizu e Nara |

## Stazioni adiacenti
| «                                          | Servizio                 | »              |
| Linea JR Nara                              | Linea JR Nara            | Linea JR Nara  |
| ------------------------------------------ | ------------------------ | -------------- |
| Nagaike                                    | Locale Rapido Settoriale | Yamashiro-Taga |
| Il Rapido e il Rapido Miyakoji non fermano |                          |                |